# Castello Quattro Torri
Il Castello delle Quattro Torri di Arignano è situato nel centro del paese, a pochi passi dalla Rocca di Arignano e dalla Villa Bianca. Costruito a metà del 1400 per volere di Ludovico Costa degli Albussani viene dedicato alla funzione di residenza per la famiglia dei Conti Costa. Inizialmente viene costruito su tre lati, mentre il quarto - ad ovest - viene aggiunto per volere della Contessa Caterina di Roero che lo completa intorno al 1580. Dalla fine del 1600 la famiglia abbandona il castello come residenza principale e si trasferisce a Torino, tornando ad Arignano nei periodi estivi e soggiornando principalmente alla Villa Bianca, costruita dopo il 1600 per la famiglia. 
Dopo essere stato ceduto a privato il castello ha subito una sorte piuttosto triste, essendo stato inizialmente dedicato al servizio contadino come casa colonica, poi parcellizzato e trasformato in magazzino e deposito. Durante la seconda guerra mondiale è magazzino per la Fiat, poi occupato da soldati e sfollati di varia provenienza e infine affittato a una zincatura che ha creato moltissimi danni. Nel 1980 viene acquistato da una famiglia privata che nell'arco di 10 anni lo riporta al suo originario splendore. 
La struttura del castello è a pianta quadrata, con 4 torri rotonde agli angoli. Al centro un grande cortile quadrato con un duplice livello di colonne. Gli interni, oggi restaurati, presentano diversi saloni di grandi dimensioni ornati con grandi camini decorati in cotto piemontese. 
Attualmente aperto per visite guidate a settimane alterne. Ospita una collezione privata di tarsie in legno.